# Zakrapiane spotkanie
Zakrapiane spotkanie – druga ballada zespołu Ira pochodząca z piątej płyty grupy Znamię. Utwór trafił na ósmą pozycję na albumie, trwa 3 minuty i 37 sekund i jest jednym z krótszych utworów zawartych na płycie.
Jest jedynym „cudzym” utworem znajdującym się na płycie. Muzykę do utworu skomponował zespół, natomiast autor tekstu jest nieznany. Tekst do piosenki został wyłoniony drogą konkursową, którą zorganizował popularny program o tematyce rockowej, „Rock Noc”.
Brzmienie utworu utrzymane jest w lekkim rockowym brzmieniu, gdzie po raz pierwszy na płycie Znamię można usłyszeć gitary akustyczne.
Utwór dość rzadko był grany przez zespół na trasie promującej krążek.
Od momentu reaktywacji grupy utwór jest dość częściej grany na koncertach, został m.in. wykonany i trafił na koncertową płytę Live 15-lecie, na której trwa 3 minuty i 56 sekund, oraz podczas urodzinowego koncertu zespołu w krakowskim klubie „Studio” w październiku 2006 roku.

## Twórcy
Ira
- Artur Gadowski – śpiew, chór
- Wojciech Owczarek – perkusja
- Piotr Sujka – gitara basowa, chór
- Kuba Płucisz – gitara akustyczna
- Piotr Łukaszewski – gitara prowadząca

Produkcja
- Nagrywany oraz miksowany: lipiec–sierpień w Studio S-4 w Warszawie
- Producent muzyczny: Leszek Kamiński
- Realizator nagrań: Leszek Kamiński
- Kierownik Produkcji: Elżbieta Pobiedzińska
- Aranżacja: Ira
- Tekst piosenki: Autor nieznany
- Skład komputerowy okładki: Sławomir Szewczyk
- Płaskorzeźbę na okładkę wykonał: Rafał Gadowski
- Zdjęcia wykonali: Dariusz Majewski i Andrzej Stachura
- Sponsor zespołu: Mustang Poland